# ジェームズ・ブリッジス (第8代シャンドス男爵)

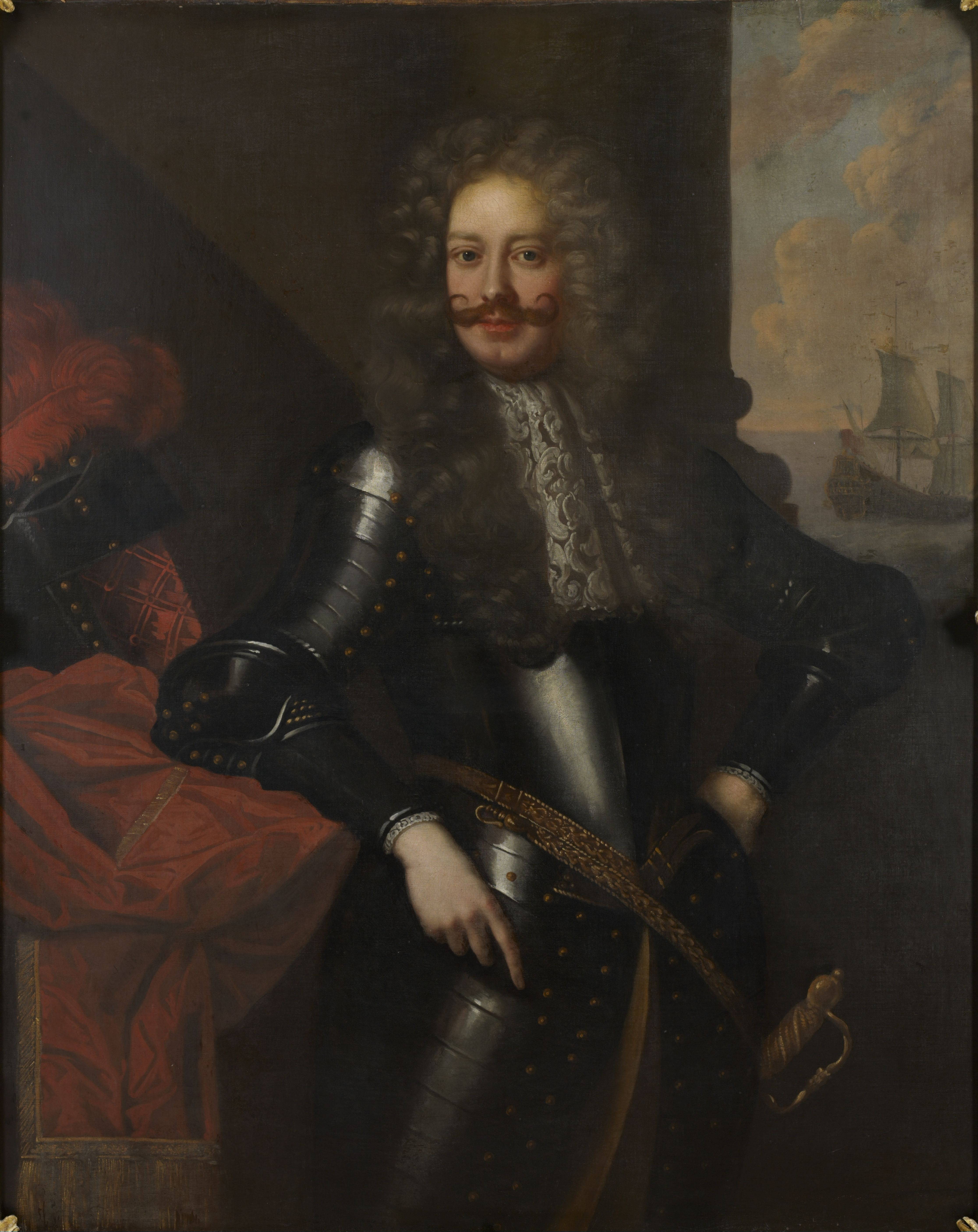
第8代シャンドス男爵、1680年ごろ。

第8代シャンドス男爵ジェームズ・ブリッジス（James Brydges, 8th Baron Chandos、1642年9月 – 1714年10月16日）は、イングランド王国の貴族、外交官。レヴァント会社の後押しを受けて在オスマン帝国イングランド大使に任命されたが、フランスや自国の貿易商と紛争を起こし、本国でも王位排除法案に賛成したため、国王ジェームズ2世に更迭された。

## 生涯
第2代準男爵サー・ジョン・ブリッジスと妻メアリー（Mary Pearle、ジェームズ・パールの娘）の息子として、1642年9月に生まれた。1652年2月21日に父が死去すると、準男爵位を継承した。1657年6月15日にオックスフォード大学セント・ジョンズ・カレッジに入学した。1667年から1668年までヘレフォードシャー州長官を務めた。
1676年8月22日に遠戚にあたる第7代シャンドス男爵ウィリアム・ブリッジスが死去すると、シャンドス男爵位を継承、1677年2月15日に貴族院議員に就任した。貴族院ではトーリー党に属した。
1681年1月6日に在オスマン帝国イングランド大使に任命され、同年8月にオスマン皇帝メフメト4世に謁見した。大使としての年俸は1,800ポンドだった。この任命はレヴァント会社が前任者で経験豊富なサー・ジョン・フィンチを更迭させる形で行われた。シャンドス男爵はレヴァント貿易商の娘婿であり、自身もロンドンの商人でレヴァント会社の会員だった。国王チャールズ2世はシャンドス男爵の任命を承認したものの、シャンドス男爵は王位排除法案に賛成しており、任地のイスタンブールでもフランス人や自国の貿易商との紛争が起こったため、1685年に即位したジェームズ2世はシャンドス男爵の更迭を命じた。もっとも、オスマン帝国自体との貿易紛争については戦争をもって脅かすことが得策ではないと判断し、1683年の第二次ウィーン包囲の失敗に続く大トルコ戦争をめぐってはジェームズ2世に仲介役になることを提案した。
1685年9月に後任初代準男爵サー・ウィリアム・ソームが任命されたが、ソームは1686年6月に道中のマルタで死去した。さらにサー・ウィリアム・トランブルが1686年11月に後任の大使に任命され、1687年9月になってようやく皇帝に謁見できた。シャンドス男爵は1687年2月10日ごろに退任した。
名誉革命の後はウィリアム3世による統治に反対し、ジョナサン・スウィフトはシャンドス男爵をアン女王の治世でも「大物ではない」と評した。
1714年10月16日に死去、ヘレフォードシャーのアコンベリーで埋葬された。同名の息子ジェームズが爵位を継承した。

## 家族
1665年5月4日、エリザベス・バーナード（Elizabeth Barnard、1643年 – 1719年5月26日、サー・ヘンリー・バーナードの娘）と結婚、22子をもうけたが、洗礼を受けたのはそのうちの15人だけであり、さらに7人が夭折し、3男5女のみ成長した。
- メアリー（1666年 – 1703年） - 1689年11月28日[8]、セオフィラス・リー（Theophilus Leigh）と結婚、子供あり[9]
- エリザベス（1668年 – 1739年） - 1691年12月25日[8]、商人アレグザンダー・ジェイコブ（Alexander Jacob、1721年没）と結婚、子供あり。1722年、トマス・ドーソン（Thomas Dawson）と再婚[9]
- エマ（1669年 – 1738年） - 1692年5月26日[8]、エドマンド・チェンバレン（Edmund Chamberlayne）と結婚、子供あり[9]
- アン（1670年 – 1704年） - 1696年3月10日[8]、チャールズ・ウォルコット（Charles Walcot）と結婚、子供あり[9]
- バーナード（1676年没）[8]
- ジョン（1671年） - 夭折[8]
- ウィリアム（1672年） - 夭折[8]
- ジェームズ（1674年1月6日 – 1744年8月9日） - 第9代シャンドス男爵、初代カーナーヴォン伯爵、初代シャンドス公爵[2]
- ヘンリー（英語版）（1675年 – 1728年5月9日） - 聖職者[3][9]
- フランク（1676年9月3日洗礼 – 1714年9月25日） - 名前はフランシスとも。関税局員。1709年にサラ・ウェスタン（Sarah Western）と結婚、子供なし[9][8]
- キャサリン（1678年 – 1732年） - 1700年5月2日[8]、ブリアートン・バウチャー（Brereton Bourchier）と結婚、1女をもうけた[9]